# André-Édouard Pénaud
Pour les articles homonymes, voir Penaud.
André-Édouard Pénaud (Brest, 21 juin 1804-Paris, 5 juillet 1870), est un vice-amiral français.

## Biographie
Fils d'un officier de marine et frère de Charles-Eugène Pénaud, il entre au Collège de marine d'Angoulême en 1818 et est nommé élève de 2e classe en mars 1819. Il sert alors sur la Loire dans une campagne à Cayenne, aux Antilles et aux États-Unis puis passe sur la Gloire. Élève de 1re classe (octobre 1820), il revient en France en 1821 sur la Gloriole et est envoyé en janvier 1822 sur l'Astrée à la station du Brésil et de La Plata. 
Enseigne de vaisseau (août 1823), il sert en novembre sur la Circé dans l'océan Indien, aux Antilles et sur les côtes espagnoles puis passe en mars 1825 sur l'Aréthuse (en) au Brésil, sur le Foudroyant (en) en avril 1827 et sur l'Amphitrite, en Méditerranée et au Levant (1827). Après un passage sur la Constance, il revient sur l'Amphitrite (1828-1829) puis devient second de la Volage (août 1829) avec laquelle il prend part à l'expédition d'Alger. 
De nouveau sur la Constance, il sert à la station de Cadix et obtient en mars 1831, un témoignage de satisfaction. Lieutenant de vaisseau, il devient officier de manœuvre sur le Suffren (en) et participe, le 11 juillet 1831, dans l'escadre de Roussin, au forcement des passes du Tage. 
Il se fait remarquer le 21 mars 1834 en sauvant devant Carthagène un matelot tombé à la mer. Commandant de la Malouine (octobre 1835-janvier 1838) à la station du Sénégal, il mérite en décembre 1837, deux témoignages de satisfaction, pour la prise de possession des postes de Casamance et en janvier 1838, pour son dévouement pendant une grave épidémie de fièvre jaune survenue à bord. 

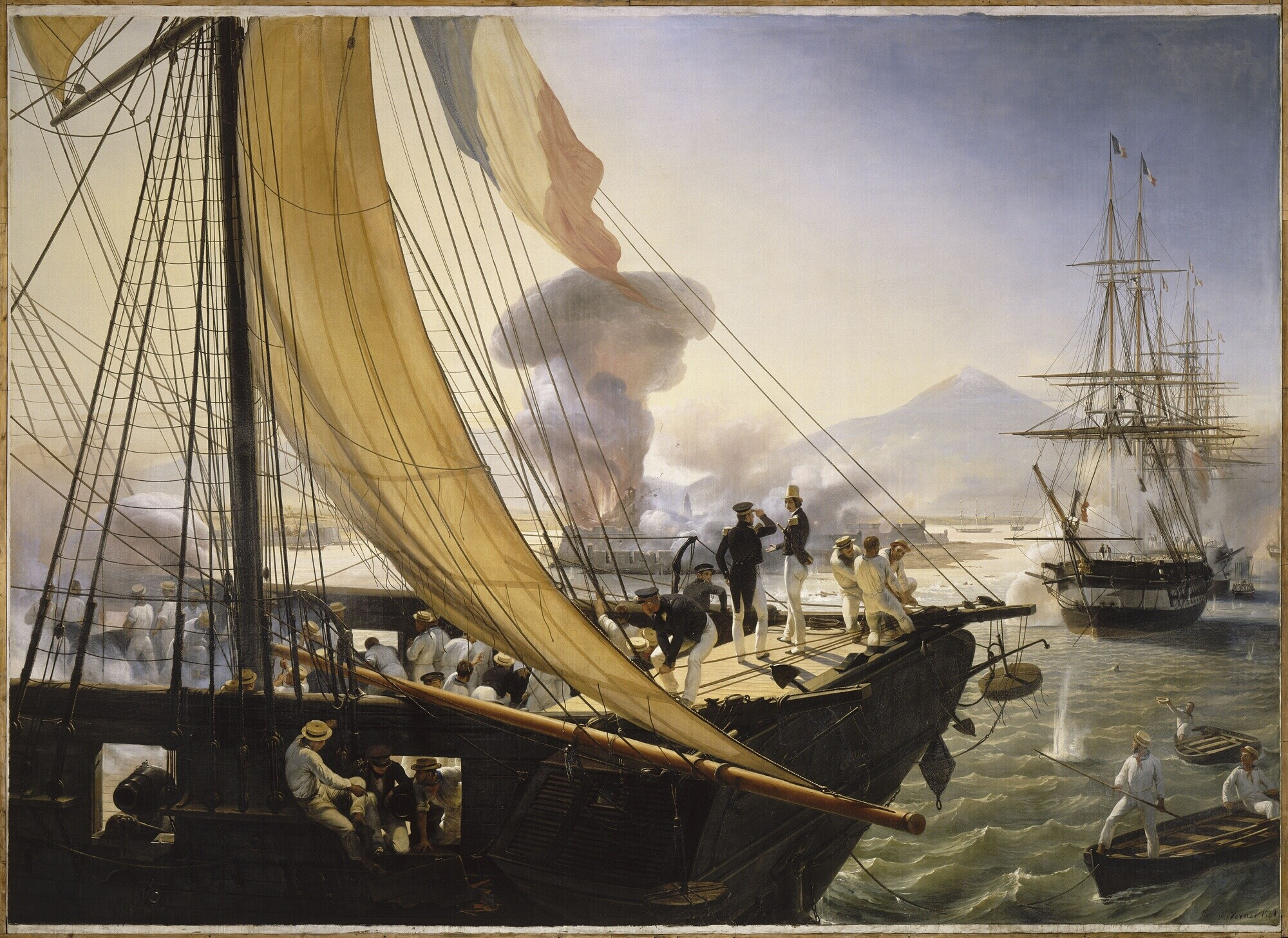
Le prince de Joinville sur la dunette de "La Créole" écoute le rapport du Penaud à l'explosion de la tour du fort de Saint-Jean d'Ulloa, le 27 novembre 1838

De août 1838 à mars 1839, il est second de la Créole dans l'escadre de Baudin lors de l'expédition du Mexique et se distingue brillamment lors de la bataille de San Juan de Ulúa et à la prise de Veracruz. Aide de camp de l'amiral Duperré (mai 1839), il est promu capitaine de corvette en août 1839 puis commande en juin 1841 le Grenadier à la station du Levant et fait campagne sur les côtes de Syrie, à Constantinople et en Italie jusqu'en 1844. 
En 1844-1845, il sert à terre à Brest et Cherbourg, il commande en 1846 la corvette à vapeur Pluton en Méditerranée et est promu capitaine de vaisseau en septembre 1846. Il commande alors le Magellan en escadre de Méditerranée (1847-1848) et devient en 1851, président de la Commission de révision du règlement d'armement. 
Commandant du Friedland (en) puis du Ville de Paris en escadre d'évolutions, il est capitaine de pavillon de l'amiral de La Susse de 1851 à 1853 et commande en mars 1854 le Duperré (en) dans l'escadre de Parseval-Deschênes en Baltique et prend part au bombardement de Bomarsund. 
En novembre 1855, il commande l'Austerlitz (en) en escadre de l'Atlantique et obtient deux témoignages de satisfaction. Promu contre-amiral en février 1858, major général à Brest (mars 1858), commandant de la division des Antilles (novembre 1858-août 1861) avec pavillon sur le Cléopâtre et sur la Bellone, il devient membre du Conseil d'amirauté en octobre 1861 et est nommé vice-amiral en janvier 1864. Il prend sa retraite en juin 1869. Il meurt le 5 juillet 1870 à son domicile dans le 8e arrondissement de Paris.

## Récompenses et distinctions
- Grand-Officier de la Légion d'Honneur le 29 décembre 1866.